# 3А-ОПБ
3А-ОПБ — типовая серия объемно-блочных домов, спроектированная в середине 1970-х годов в Белгоспроекте и Гипронефтестрое и производящаяся на ДСК-3 города Минска с 1977 года. По сути своей является переработанным и усовершенствованным вариантом домов серии 3-ОПБ строившихся в 1970-1977 годах. Данная серия в Минске является не самой массовой и часто строилась точечно: всего в городе 297 домов такого проекта. Первые дома серии 3А-ОПБ образца 1977 года были двухподъездными и строились в Минске в микрорайонах Чижовка и Масюковщина. В дальнейшем дома этой серии строили в столичных микрорайонах Серова, Уручье, Ангарская, Запад, Юго-Запад и др. Вне Минска дома подобного проекта строились в ряде городов Минской области.
Различают дома серии ЗА-ОПБ нескольких серий. Образца 1977 года, 1992-го, 1996-го, 1999-го, 2003-го годов. Дома образца 1977 года отличаются наличием удобного лестнично-лифтового холла с изолированным холлом для лифта и отдельным изолированным тамбуром для мусоропровода. Как правило первые двухподъездные дома этого типа имели 72 квартиры, по четыре на этаже. При этом две справа имели общий тамбур, две слева общего тамбура не имели. Подъезды таких домов отличает хорошая естественная освещенность, за счёт широких подъездных окон число которых на этаж достигает четырех. Каждый из подъездов имеет технический этаж в виде башни в которой расположено машинное отделение лифта и выход на крышу. Площадь кухонь в таких домах составляла 9,3 квадратных метра, высота потолков 2,45 метра. Ещё одной оригинальной особенностью стали закруглённые углы в помещениях, поскольку дома подобного типа строились из готовых блок-комнат. Дома образца 1992 года претерпели незначительные изменения, в частности снизилась площадь кухонь до 9,1 квадратных метра. Существенные изменения претерпели дома серии в 1996, 1999 и 2003 годах.